# 八尾インターチェンジ
八尾インターチェンジ（やおインターチェンジ）は、大阪府八尾市の近畿自動車道上にあるインターチェンジである。ハーフインターチェンジと呼ばれるもので、吹田方面の入口と吹田方面からの出口しかない。近畿道を吹田方面から来た場合、最後のインターチェンジとなる。
出口の先に中央環状線との合流信号があるので、渋滞が発生しやすくなっている。
阪和道・西名阪道から来た場合、八尾本線料金所が控えており渋滞多発地点である。

## 道路
- E26 近畿自動車道（8番）

## 接続する道路
- 国道25号
- 大阪府道2号大阪中央環状線
- 大阪府道5号大阪港八尾線

## 周辺
- 久宝寺緑地
- 大蓮

## 隣
E26 近畿自動車道
(7)東大阪南IC - 八尾本線TB - (8)八尾IC - 八尾PA（上り線のみ） - (9)長原IC